# Kojak
Kojak je americký kriminální televizní seriál, který byl natáčen v letech 1973–1978. V pěti sériích dosáhl počtu 118 epizod. Hlavním hrdinou je charismatický poručík Theo Kojak, ztvárněný Telly Savalasem. V českém dabingu jej namluvil Miroslav Moravec.

## Děj
Kojak pracuje na policejním oddělení v Manhattanu, tedy jedné z částí New Yorku. Jeho nadřízeným je kapitán Frank McNeil (Dan Frazer). Oba se znají dlouhá léta a mezitím dávno poznali, že se na sebe mohou stoprocentně spolehnout. Při své práci řeší Kojak zločiny vražd, loupeží a vydírání. Používá vlastní styl práce. Je vybaven neomylným instinktem, který ho vždy přivede na správnou stopu.
Jeho kolegy jsou také detektivové Stavros (kterého hraje Tellyho bratr George Savalas), Rizzo (Vince Conti) a Saperstein (Mark Russell). Právě od nich Kojak občas očekává obdobný styl přemýšlení, jako má on sám. Ne vždy s tím však má úspěch. Nitky některých případů vedou až k nejvyšším kruhům, a tak na něj odpovědní lidé občas vyvíjejí nátlak. On se ale nezalekne a vždy jde za svým cílem: dostat pravého pachatele. Kojak miluje lízátka a má také jedinečný smysl pro humor.

## Obsazení
- Telly Savalas jako poručík Theo Kojak
- Dan Frazer jako kapitán Frank McNeil
- George Savalas jako detektiv Stavros
- Kevin Dobson jako detektiv Bobby Crocker
- Mark Russell jako detektiv Saperstein
- Vince Conti jako detektiv Rizzo

## Námět a další zpracování
Postava Kojaka vznikla podle námětu filmu Marcus Nelson Murders, který byl natočen v roce 1973 podle románu Selwyna Rabba.
Na základě úspěchu tohoto seriálu posléze vzniklo v průběhu osmdesátých let několik dalších televizních filmů. V roce 2005 vznikl také devítidílný remake kabelové televize USA Network. Studio Universal Pictures v roce 2012 oznámilo záměr natočit filmový remake s Vinem Dieselem v hlavní roli.